# 多明我会教堂 (维也纳)
多明我会教堂（Dominikanerkirche）是一座早期巴洛克教堂，位于奥地利维也纳的历史中心。这是在同一地点修建的第三座教堂。

## 历史
这个地点的第一座教堂建于1237年，建造者是新来的多明我会修士们，他们得到利奥波德六世公爵拨给的一块土地。这座教堂在1240－1270年期间进行扩建，1273年又增建了唱经楼。一系列的火灾导致在1283－1302年重建一座新的哥特式教堂。中殿在1458－1474年进行了延伸。这座教堂有一个中殿、5个交叉拱顶，和2个过道。
这座教堂在1529年土耳其军队第一次包围维也纳期间严重受损。唱经楼被毁，中殿部分倒塌。后来这座教堂变得越来越残破。
新建立起来的反宗教改革自我意识不允许教堂处于这样的抱歉状况。1631年，多明我会修士开始兴建新的带圆顶的长方形教堂，规划者是列支敦士登马克西米利安王子的建筑师雅各布 Tencala，营造商是雅各布·斯帕乔、西普里亚诺 Biasino 和安东尼奥 Canevale。他们把巴洛克风格从意大利带到了维也纳。1631年5月29日皇帝斐迪南二世举行了奠基仪式。建造工程完成于1634年，同年10月1日祝圣。1674年完成了最后一笔。1927年这座教堂升格为次级圣殿，名为“圆厅圣母玫瑰圣殿”（S. Mariam Rotundam）。

## 立面
令人印象深刻的立面是罗曼-伦巴第风格，高耸的圆柱，支撑着上面的檐口。其建筑风格可追溯到罗马的早期巴洛克教堂，后者又可追溯到佛罗伦萨的多明我会教堂新圣母大殿的立面。入口上方是锡耶纳主教座堂和圣女依搦斯·蒙德波像，跪在这座教堂的主保圣人—圣母脚前。入口的两侧都有壁龛，左侧是 Ludwig Bertrand 像，右侧是圣罗撒。立面顶部是巨大的山形墙，带有屋顶窗。

## 室内
这座教堂包括一个很长的中殿，每一侧有3个小礼拜堂，一个唱经楼，中殿长25米，阔14米，高22.1米。巨大的穹顶高达23.8米。

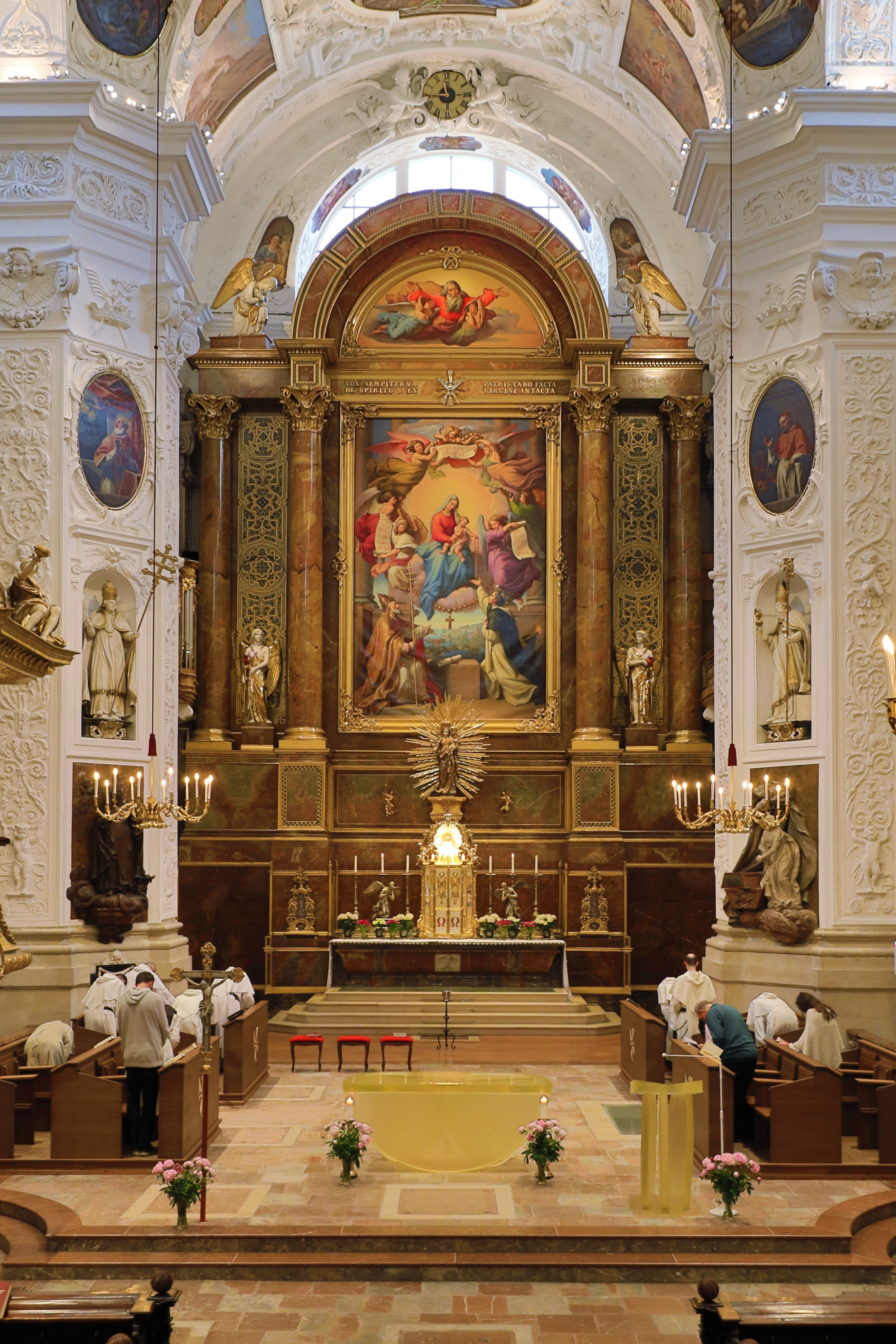
中殿和主祭台
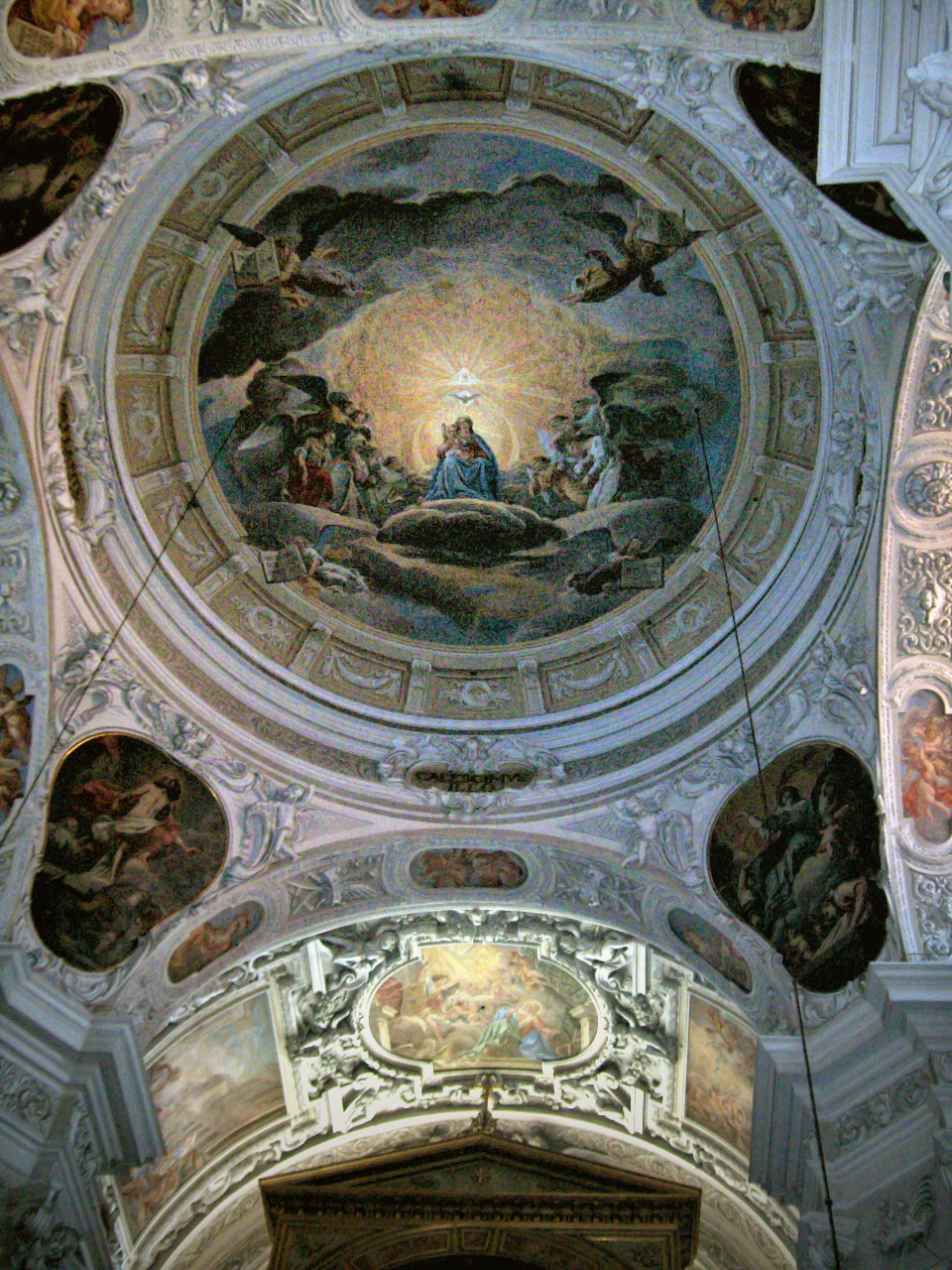
穹顶
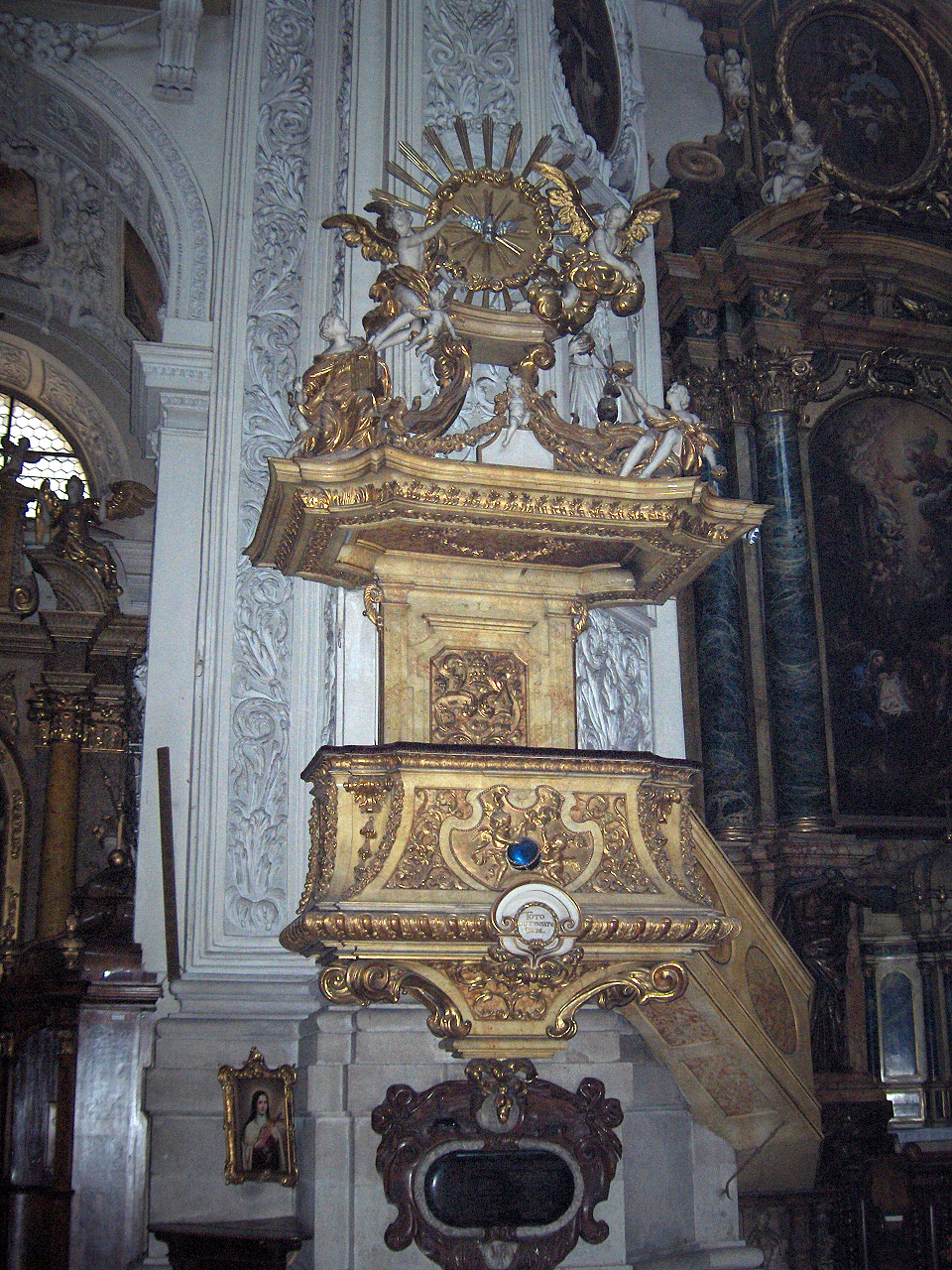
讲坛
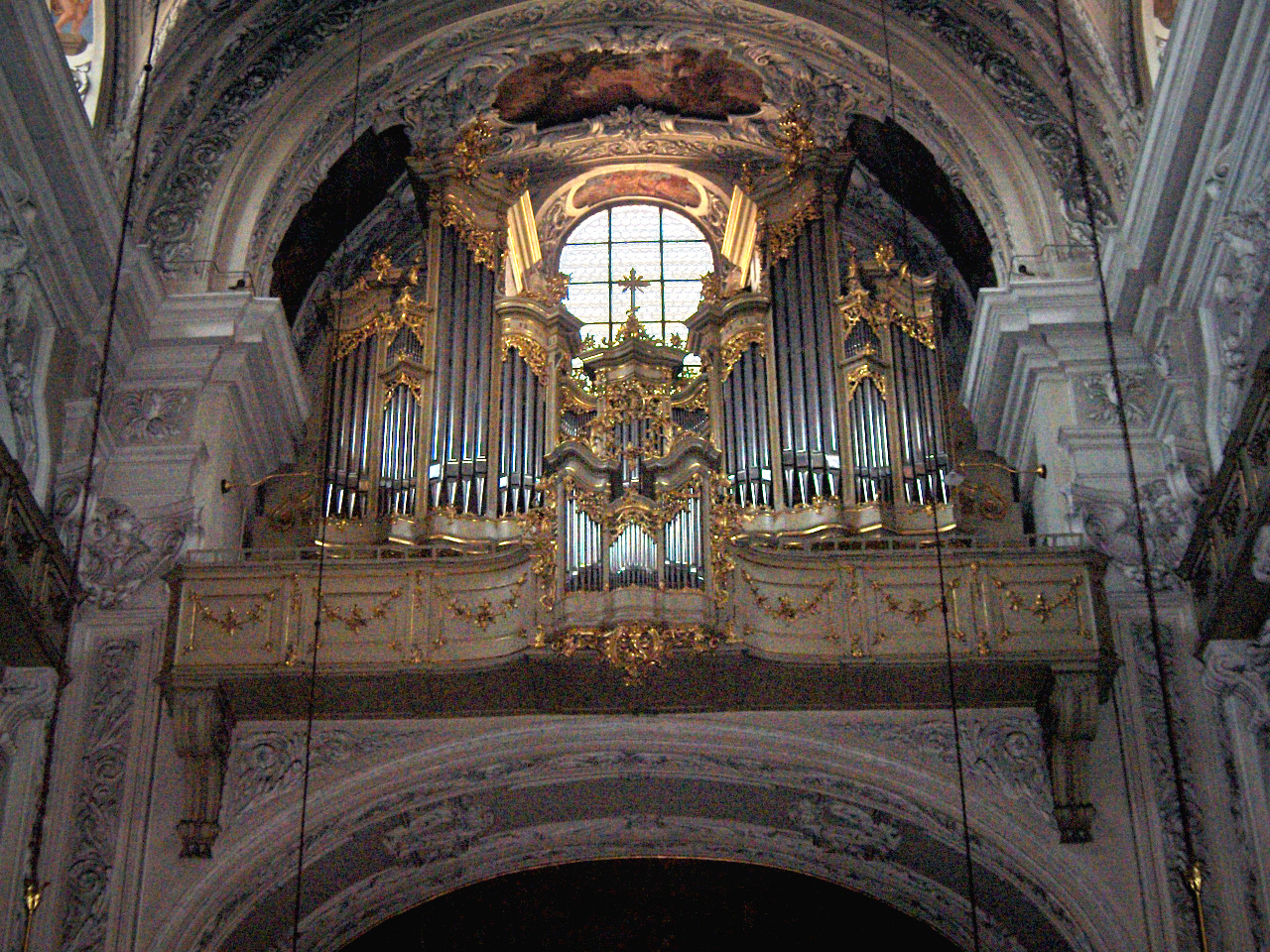
管风琴